# 자크 두아용
자크 두아용(Jacques Doillon, 1944년 3월 15일 ~ )은 프랑스의 영화 감독이다.

## 출연 작품
- 써드 그레이드 (2021)
- 로댕 (2017)
- 러브배틀 (2013)
- 차일드 오브 유어스 (2012)
- 인 더 포 윈드 (2010)
- 퍼펙트 커플 (2005)
- 라자 (2003)
- 유혹 게임 (2000)
- 뽀네뜨 (1996)
- 영 베르테르 (1993)
- 리틀 갱스터 (1990)
- 그녀는 햇빛 아래서 그 많은 시간을 보냈다 (1985)
- 이자벨의 유혹 (1985)
- 라 파이렛 (1984)
- 더 허시 (1978)
- 구슬 한 자루 (1975)
- 01년 (1972)